# يقطوم متقابل الأوراق
يقطوم متقابل الأوراق (الاسم العلمي: Telephium oppositifolium) هي نوع نباتي يتبع جنس اليقطوم من فصيلة القرنفلية.